# Der Zürich-Krimi: Borchert und der Mord im Taxi
Borchert und der Mord im Taxi ist ein Fernsehfilm aus der Kriminalfilmreihe Der Zürich-Krimi aus dem Jahr 2021. Er wurde im Auftrag von ARD Degeto für Das Erste produziert. Die 11. Folge der Filmreihe wurde am 11. Februar 2021 erstgesendet.

## Handlung
Thomas Borchert, der Anwalt ohne Lizenz, sinniert melancholisch am Tresen seines brasilianischen Stammlokals. Sein Vertrauter, der Taxifahrer Beat Bürki, fährt den stark Betrunkenen gerade nach Hause, als über Taxifunk ein Hilferuf durchkommt. Bürki fährt auf Borcherts Aufforderung hin zur angegebenen Adresse, wo bereits ein Polizeieinsatz läuft, der von Hauptmann Marco Furrer geleitet wird. Im Taxi von Jürg Zollinger, Bürkis Protegé, wurde der Investigativjournalist Nuka Baluba aufgefunden, der stark blutet und nicht ansprechbar ist. Zöllinger behauptet, der Mann sei gemeinsam mit einer anderen Person, die er nur rudimentär beschreiben kann, gemeinsam eingestiegen. Der andere Fahrgast habe das Taxi an einer roten Ampel verlassen. Zollinger habe den Zustand seines verbleibenden Fahrgast erst beim Fahrziel erkannt und dann in Panik das Messer, das in dessen Brust steckte, herausgezogen. Hierbei handelt es sich um das Messer des Taxifahrers, der zudem bereits im Rahmen eines anderen Vorfalls jemandem mit der Waffe bedroht hat. Borchert übergibt dem Taxifahrer seine Karte, der dann von Furrer abgeführt wird. Am folgenden Morgen wird der Anwalt von einem Anruf Dominique Kusters geweckt, in deren Kanzlei er als Sozius arbeitet. Gemeinsam suchen sie Zollinger im Untersuchungsgefängnis auf, wo sie dessen Version der Vorgänge erfahren. Während Furrer nach der Identität des Opfers forscht, teilt ihm sein Untergebener Urs Aeggi mit, dass dieser verstorben ist, ohne noch einmal das Bewusstsein erlangt zu haben. Als die Rezeptionistin des Hotels in der Straße, in die Zollinger Baluba gebracht hatte, ihren Gast auf einem Fahndungsfoto erkennt, meldet sie sich bei der Polizei. Borchert hat sich inzwischen von Bürki zu der Straße fahren lassen und trifft gleichzeitig mit Furrer im Hotel ein. Dort wird zur selben Zeit Malia Baluba, die Witwe des Investigativjournalisten, in ihrem Hotelzimmer überfallen. Der Einbrecher entwendet den Koffer ihres Mannes und türmt in dem Moment, als Furrer und Borchert hinzukommen, durch das Balkonfenster. Furrer verfolgt den Flüchtigen erfolglos. Baluba informiert die beiden darüber, dass sich die Unterlagen ihres Mannes in dem entwendeten Koffer befunden hätten. Da ein weiterer Aufenthalt in dem Hotel für die Witwe zu gefährlich erscheint, bringen Borchert und Kuster sie in einem Apartment von Reto Zanger unter, dem Vater der Anwältin und bestem Freund Borcherts. Inzwischen erkundigt sich Regula Gabrielli, Kusters Sekretärin, bei den Züricher Taxifahrern nach Zöllinger. Sie findet heraus, dass Kusters Mandant zu Jähzorn neigt, unfaire Methoden bei der Fahrgastakquise anwendet und bei seinen Kollegen nicht beliebt ist.
Borchert erkundigt sich im Hotel nach den von Nuka Baluba genutzten Taxis sowie eventuellen offenen Rechnungen und erhält eine Liste der Telefonnummern, die das Opfer angerufen hat. Eine der Nummern gehört zum Amt für auswärtige Angelegenheiten, wo sich Borchert von Bürki hinfahren lässt. Während Borchert sich dort erkundigt, bekommt der Taxifahrer inzwischen eine Adresse heraus, zu der das Opfer mit dem Taxi gebracht wurde. Im Amt trifft Borchert auf Anneli Keller, die ihn darüber informiert, dass der Tote sich über das Engagement der Schweiz in Zentralafrika informiert hat. Anschließend fährt Bürki den Anwalt zu der Adresse, die er ermittelt hat. Es handelt sich um ein Ausflugslokal, in dem Tano Kabongo, ein Bekannter des Opfers, als Küchenhilfe arbeitet. Borchert spricht mit dem Mann und erfährt, dass dieser von Baluba ein Paket erhalten hatte, was der Anwalt zunächst als rein privaten Kontakt wertet und zunächst nicht weiter verfolgt. Später am Tag sucht Borchert den vorgeblichen Philanthropen Henrik Wollschläger auf, der die wohltätige Organisation Unser Herz für Afrika leitet, die sich in der Demokratischen Republik Kongo engagiert. Wollschläger scheint entsetzt, als er vom Tod des Journalisten erfährt, kann Borchert aber auch nicht weiterhelfen. Mit einer Eintrittskarte, die er vom Schreibtisch des Philanthropen entwendet hat, verschafft Borchert sich am Abend Zutritt zur Spendengala der Stiftung Unser Herz für Afrika. Dort trifft er auf seinen Freund Zanger, der zahlreiche der anwesenden Honoratioren anwaltlich vertritt. Auch Keller und ihr Vorgesetzter Ulf Hellmann sind anwesend. Frustriert von der Verschlossenheit Kellers versucht Borchert die Beamtin zu provozieren, indem er eine improvisierte Rede hält. Aber auch im anschließenden Gespräch erfährt er nichts Hilfreiches von ihr. Er kehrt in Kusters Apartment zurück, wo er mit Baluba zusammentrifft, der er von Keller erzählt. Als Borchert zudem Kabongo und das Paket zur Sprache bringt, bestreitet die Witwe, dass in dem gemeinsamen Reisegepäck des Ehepaares ein solches Paket dabei gewesen wäre. Am nächsten Morgen erfährt Furrer von Staatsanwalt Dietrich, dass dieser eine Haftprüfung gegen Zollinger angeordnet hat. Der Hauptmann bittet den Staatsanwalt, der von Keller unter Druck gesetzt wurde und den Fall rasch abschließen möchte, vergeblich darum, mehr Zeit für Ermittlungen zu bekommen.
Der überraschend frühe Termin zur Haftprüfung wird auch Gabrielli mitgeteilt, die entsprechend Kuster benachrichtigt, die gerade von ihrem Vater aufgesucht wird, der sich darüber informieren möchte, was Borchert auf der gestrigen Gala zu suchen hatte. Derweil nähert sich ein Mann dem Apartment in dem Baluba von Borchert und Kuster versteckt wird. Der Mann verbirgt sich, als der Anwalt und die Witwe die Wohnung verlassen, um Kabongo aufzusuchen. Sie treffen ihn im Ausflugslokal nicht an, bringen aber von einer Kollegin seine Adresse in Erfahrung, wo Bürki sie auch hinfährt. Kabongo hält sich in einem hinfälligen Bau auf, den Borchert alleine betritt. Als Bürki im Taxi bemerkt, dass der Anwalt von zwei verdächtigen Personen verfolgt wird, informiert er Furrer, der auch rasch eintrifft. Borchert wird überfallen und beraubt, wobei ihm Kabongo zu Hilfe kommt und Schlimmeres verhindert. Der abgelehnte Asylbewerber flieht aber, als Furrer mit zwei Beamten hinzukommt. Als Borchert abends zu seinem Wohnwagen zurückkehrt, in dem er seit mehreren Jahren vor seinem Anwesen campiert, überrascht er dort Keller, die seine Unterlagen durchsucht. Die Beamtin gesteht, dass sie auf der Suche nach Informationen darüber ist, was der tote Investigativjournalist recherchiert hat. Zudem deutet sie gegenüber Borchert an, dass sie ihrem Chef Hellmann misstraut. Am nächsten morgen randaliert Zollinger im Gefängnis, als ihm das Frühstück gebracht wird. Keller konfrontiert derweil ihrem Vorgesetzten mit ihren Vorbehalten gegenüber Wollschlägers Stiftung und Kuster tauscht sich im Präsidium mit Furrer über den Fall aus. Sie erfährt, dass der Staatsanwalt nach Rücksprache mit Keller die Entlassung ihres Mandanten veranlasst hat. In der Kanzlei erhält Borchert eine Nachricht von Keller, die ein Treffen vor dem Amt vorschlägt. Ihr Zusammentreffen wird dort von Hellmann beobachtet. Anschließend verschafft sich Borchert unbemerkt Zutritt zu Wollschlägers Büro und fotografiert dort die Spenderlisten von Unser Herz für Afrika, die er zur Überprüfung an Kuster sendet, die Gabrielli mit der Recherche der öffentlich einsehbaren Bilanzen der Stiftung beauftragt. Die Sekretärin bekommt heraus, dass die Bilanzen unter anderem von Kellers Vorgesetztem geprüft wurden. Inzwischen hat Urs Aeggi Kabongo aufgespürt und beobachtet den abgelehnten Asylbewerber gemeinsam mit Furrer. Beide rufen Borchert hinzu, der Kabongo aufsucht und von ihm erfährt, dass er früher Buchhalter einer kongolesischen Mine war, die von Schweizer Unternehmen geleitet wurde.
Auf einem Bild in Borcherts Handy identifiziert Kabongo Wollschläger als den Mann, der hinter der Minenleitung steht. Aus einem Telefongespräch, das Kuster in dem Apartment führt, in dem Baluba untergebracht ist, erfährt die Witwe, die unbemerkt zuhört, dass die Anwältin Zollinger vertritt. Enttäuscht flüchtet Baluba aus der Wohnung, wobei sie von dem Einbrecher verfolgt wird, der am Vortag den Koffer ihres Mannes gestohlen hat. Währenddessen tauschen sich Wollschläger und Hellmann in den Räumlichkeiten der Stiftung aus. Der Beamte empfiehlt dem Stiftungsvorsitzenden, nach Afrika zu fliehen und dort unterzutauchen. Die Schweizer Geschäftspartner, die sich aufgrund der hohen Gewinne Wollschläger verpflichtet fühlen, würden ihn, nach Hellmanns Einschätzung, dabei unterstützen. Wollschläger macht unbemerkt eine Aufnahme des Gesprächs, dessen Inhalt auch für Hellmann kompromittierend ist. Als der Geschäftsmann kurze Zeit später dabei ist, einen Flug unter einem falschen Namen zu buchen, wird er im Büro von Baluga aufgesucht. Zunächst gelingt es ihm, die Witwe zu überzeugen, sich von ihm verstecken zu lassen, aber als sie den Koffer ihres Mannes hinter dem Schreibtisch entdeckt, greift sie Wollschläger an. Borchert kommt mit einem Wachmann hinzu und Wollschläger wird festgenommen. Auch Hellmann, dessen Verwicklung in den Skandal von Wollschläger verraten wurde, wird von Furrer verhaftet. Die Witwe erhält durch Vermittlung Zangers einen großen Betrag unter der Bedingung, dass Borchert die Namen der an der Mine beteiligten Schweizer Geschäftsleute nicht verrät. Borchert willigt ein, gibt aber der abreisenden Baluba einen Ausdruck der Liste mit.

## Hintergrund
Der Film wurde vom 15. Oktober 2019 bis zum 15. November 2019 an Schauplätzen in Zürich sowie in der tschechischen Hauptstadt Prag gedreht.

## Rezeption

### Kritik
Den Kritikern des Rezensentenportals Film-Rezensionen fehlen in Borchert und der Mord im Taxi zwar die „ganz großen Überraschungen“ und „die persönliche Komponente“, aber es wird lobend erwähnt, dass es keine „auffälligen Logiklöcher“ gibt.
Die Kritiker der Fernsehzeitschrift TV Spielfilm fassten Borchert und der Mord im Taxi mit den Worten „Hier fehlt’s ein wenig an Tempo und Spannung“ zusammen. Sie bewerteten den Film mit dem Daumen zur Seite.

„Wenn in „Der Zürich-Krimi: Borchert und der Mord im Taxi“ ein Enthüllungsjournalist tot aufgefunden wird, dann ahnt man schon, worauf das alles hinausläuft. Tatsächlich kombiniert der Film einen herkömmlichen Krimi mit Elementen des Enthüllungsthrillers, wenn geheime Hintermänner und ihre finsteren Machenschaften nach und nach aufgedeckt werden. Originell ist das nicht, funktioniert aber gut und ist atmosphärisch umgesetzt. 6 von 10“

### Einschaltquoten
Bei der Erstausstrahlung verfolgten 7,57 Millionen Zuschauer die Filmhandlung, was einem Marktanteil von 22,5 Prozent entsprach. Bei den 14–49-Jährigen lag der Marktanteil bei 7,9 Prozent.